# Donatuskapelle (Neckenmarkt)

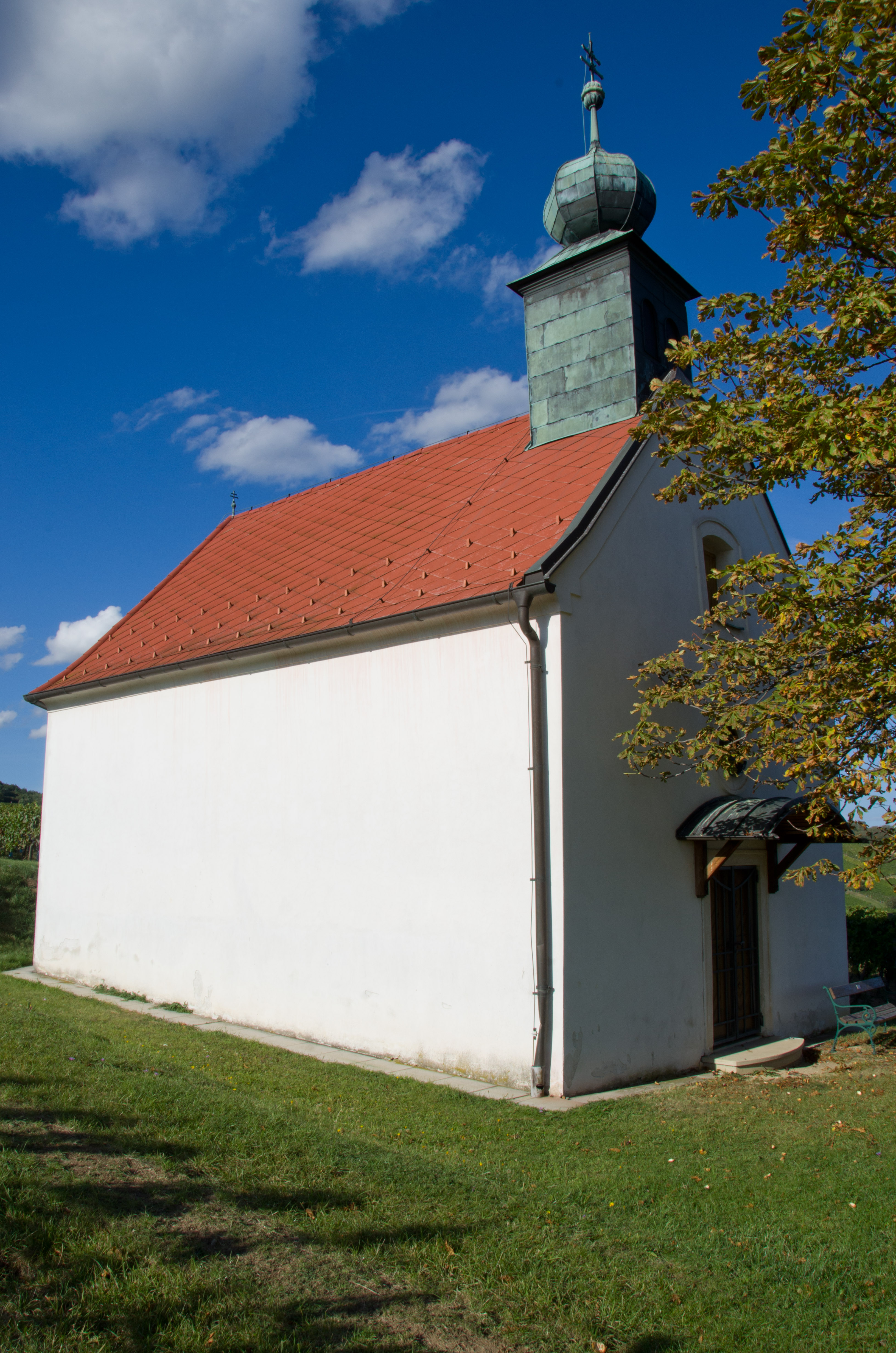
Donatuskapelle (2012)

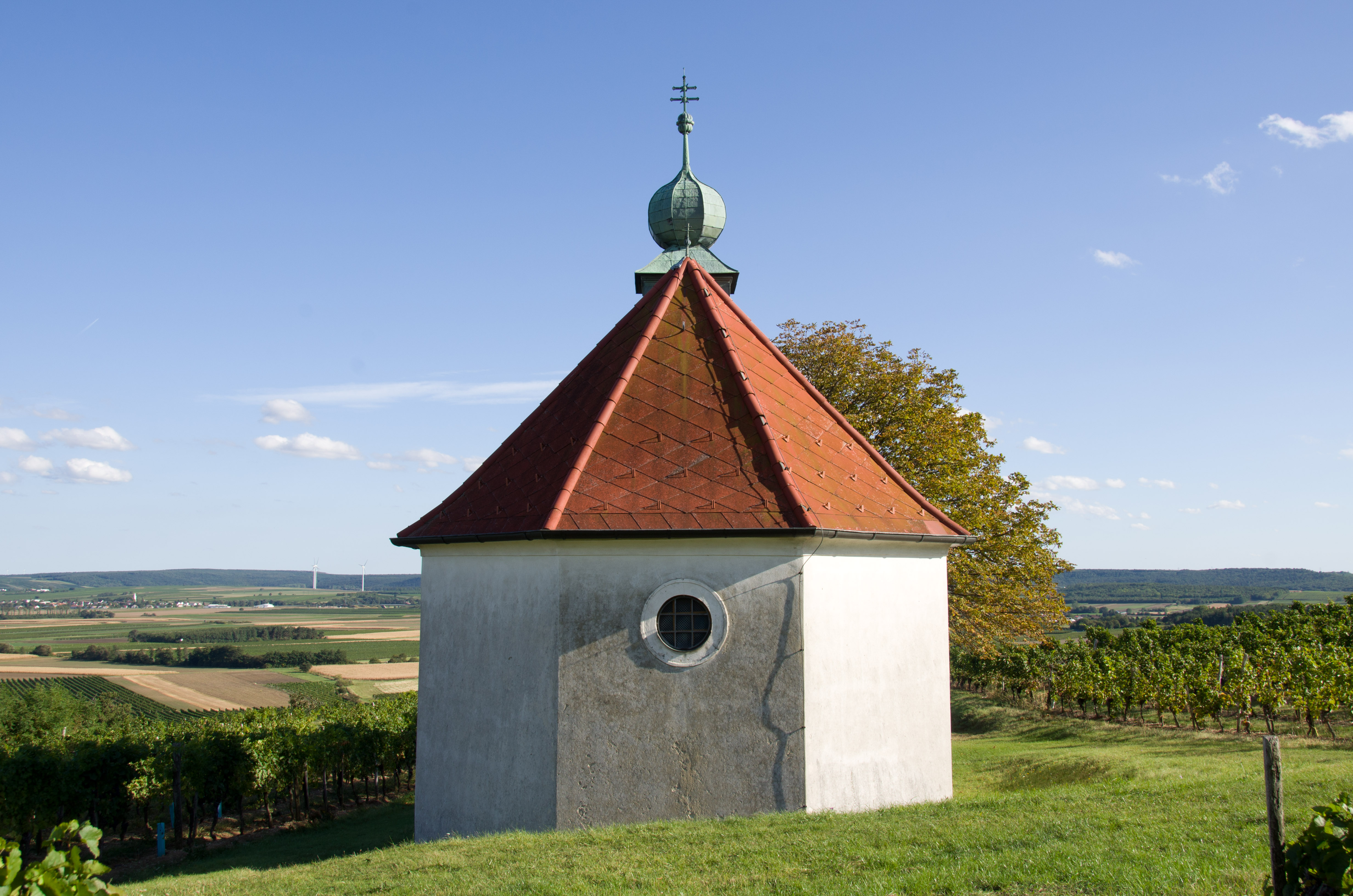
Donatuskapelle, Rückseite (2012)

Die Donatuskapelle ist eine denkmalgeschützte römisch-katholische Kapelle in der Gemeinde Neckenmarkt im Burgenland. 

## Geschichte
Die Kapelle, aufgrund ihrer Lage als „Weingartenkapelle“ bekannt, ist dem heiligen Donatus, Schutzpatron der Winzer, geweiht und steht auf einer Anhöhe in den Weinrieden von Neckenmarkt. Erbaut wurde der Sakralbau 1735 unter der Anleitung von Abtpfarrer Johannes Rohrer, der von 1702 bis 1740 Neckenmarkter Pfarrherr war. 2015 erfolgte eine Generalsanierung. Das auf einem Hang des Ödenburger Gebirges gelegene Bauwerk stellt ein beliebtes Ausflugsziel dar, in dem auch Trauungen abgehalten werden.
Im Jahr 2022 wurde die Kapelle in der ORF-Sendung 9 Plätze – 9 Schätze präsentiert.

## Ausstattung
Das gegenwärtige Altarbild mit der Darstellung der Himmelfahrt Christi stammt von Karl Engel und wurde 1964 gefertigt. Das ursprüngliche Bild wurde am Ende des Zweiten Weltkriegs von russischen Soldaten zerstört, jedoch 1999 renoviert und an der linken Seitenwand der Kapelle aufgehängt. Im Zuge der Generalsanierung 2015 erhielt die Donatuskapelle eine neue Glocke.